# Liste d'atteintes à la liberté de la presse en Côte d'Ivoire
 (janvier 2021).
Cet article contient une liste d'atteintes à la liberté de presse en Côte d'Ivoire.
Depuis le début de la guerre civile de Côte d'Ivoire, les atteintes à la liberté de la presse se sont multipliées dans ce pays. Voici une liste non exhaustive de telles atteintes.

## Liste
- Le siège du quotidien Le Patriote a été mis à feu à deux reprises.
- Les émissions des radios étrangères RFI,  Africa Numéro 1 et BBC ont été interrompues à deux reprises.
- Le siège de la radio Nostalgie a été incendié.
- Les Jeunes patriotes ont à plusieurs reprises déchiré des publications jugées hostiles au pouvoir et cassé des kiosques qui vendaient des publications considérées comme soutenant l'opposition ou les rebelles, dont Le Patriote, Le Libéral, 24 heures, Le Jour plus et Le Nouveau Réveil. Les livreurs de certains de ces journaux ont été plusieurs fois agressés.
- Le siège de Canal Satellites Horizons a été attaqué.
- Le journaliste Dembélé Vazoumana du quotidien Tassouman , a été enlevé et séquestré pendant des jours ; des miliciens l'ont torturé en tirant à bout portant sur ses jambes.
- Ouattara Nagolourgo Jonas, journaliste photographe au quotidien Notre Voie a été dépouillé de son matériel photographique et menacé par les éléments des Forces nouvelles.
- Tagro Danielle du Courrier d’Abidjan a été agressée par un ministre, pendant qu’elle prenait des photos de l’attaque du cabinet de ce membre du gouvernement par les étudiants.
- Au cours d’une cérémonie officielle à Yamoussoukro, Diallo Ibrahim, photographe et Charles Sanga, journalistes du Patriote, et Franck Konaté de 24 heures, ont été agressés par des éléments de la Garde présidentielle (référence nécessaire).
- Depuis la mise en place du gouvernement de réconciliation nationale, des règlements de compte se sont produits à la RTI (Radio télévision ivoirienne). Certains hauts fonctionnaires et journalistes ont été licenciés, dont Georges Aboké, directeur général de la RTI, Jean-Paul Dahilly, secrétaire général de la RTI, Kpan Victor, rédacteur en chef de la première chaîne, Pierre Ignace Tressia, sous-directeur de l’information à la radio, Aka Francis, directeur de la première chaîne et Noël Gagno, sous-directeur de l’information télévisée.
- Certains journalistes ont été menacés ou ont subi des manœuvres d’intimidation à cause de leurs sympathies politiques supposées. Il s’agit notamment de : Dénis Kah Zion du Nouveau Réveil, de Pol Dokui de la RTI ; de Fofana Mambé de Soir Info ; de Dénis Koné de 24 heures et de Koné Seydou du Patriote .
- Amadou Dagnogo, correspondant de L'Inter, est porté disparu depuis le 28 août 2004 pour avoir rendu compte des dissensions dans les rangs des ex-rebelles.
- Le correspondant de Radio France internationale en Côte d’Ivoire, Jean Hélène a été assassiné, le 21 octobre 2003.
- Guy-André Kieffer a été porté disparu dans des conditions qui n'ont toujours pas été élucidées.
- le 24 août 2005, le chef d’état-major des FANCI Philippe Mangou a convoqué la presse écrite et a menacé les rédactions de fermeture si elles ne collaboraient pas[1].
- Les Jeunes patriotes ont également pris le contrôle de la RTI du 18 au 20 janvier 2006, Pierre Brou Amessan présentant le journal télévisé et diffusant des appels à l’insurrection[2].
- Le 28 novembre 2006, le conseil de direction de la RTI a été dissous lorsque celle-ci a relayé les critiques du premier ministre Charles Konan Banny envers le président de la République, et celle-ci est surveillée par un peloton de gendarmerie[3].